# Melaphe apamea
Melaphe apamea är en mångfotingart som beskrevs av Hoffman och Hans Lohmander 1968. Melaphe apamea ingår i släktet Melaphe och familjen Xystodesmidae. Inga underarter finns listade i Catalogue of Life.